# Kątnik leśny
Kątnik leśny (Tegenaria silvestris) – gatunek małego pająka, należącego do rodziny lejkowcowatych. Zamieszkuje całą Europę (poza Skandynawią), włącznie z Wielką Brytanią, Ukrainą i Mołdawią. Ogólne ubarwienie szarobrązowe z różnymi ornamentami, niektóre posiadają rdzawy pas na odwłoku. Ukąszenie niegroźne, posiada słaby jad.

## Systematyka
W 2005 roku gatunek ten został przeniesiony do rodzaju Malthonica, ale w 2013 roku z powrotem umieszczono go w rodzaju Tegenaria.

## Występowanie, biotop
Spotykany na wysokościach do 600 m n.p.m. Występuje w niemalże całej Europie, poza Skandynawią. Stwierdzony w południowej i środkowej Anglii, na Ukrainie i w Mołdawii. Zamieszkuje jaskinie, wilgotne lasy, w których przebywa nad niskimi brzegami i rowami, pod kłodami, kamieniami. Niekiedy wchodzi do domostw ludzkich. Spotykany też jest na zarośniętych wysypiskach odpadów i przy liniach kolejowych. Spotykany lokalnie. W Polsce występuje w południowej części kraju, gdzie jest nierzadko spotykany, w innych częściach kraju jest znacznie rzadszy.

## Wygląd i rozmiary
- długość ciała samicy: 6–9 mm[3][6]
- długość ciała samca: 5–6 mm[3][6]

Karapaks szarożółty, na którym po bokach znajdują się ciemne smugi. Opistosoma szaroczarna z żółtą lub rdzawą (przypomina kątnika rdzawego) linią i dwoma rzędami jasnych plam. Nogi żółtawobrązowe z ciemnymi obrączkami. Sternum czarne, na którym znajdują się dwa rzędy jasnych plam, oddzielonych jasną, dwukrotnie przewężoną kreską – cecha rozpoznawcza gatunku.